# Ronen Bergman
Ronen Bergman (Kyriat Bialik, 16 luglio 1972) è un giornalista israeliano.

## Biografia
È analista politico e militare per Yedioth Ahronoth, il principale quotidiano israeliano.
Bergman ha scritto per il The New York Times, il Wall Street Journal, Foreign Affairs, e Newsweek negli Stati Uniti, e per The Times, The Guardian, il Frankfurter Allgemeine Zeitung, e il Süddeutsche Zeitung in Europa. È anche ospite frequente di numerose interviste dei media negli Stati Uniti e in Europa, e il suo lavoro è spesso citato nei giornali mediorientali in arabo e in persiano.
Gli articoli di Bergman sono spesso basati su informazioni classificate militari e di intelligence. Nel corso degli anni, ha portato alla luce numerosi eventi di considerevole interesse pubblico, inclusi: il trasferimento degli introiti ricavati dalle tasse palestinesi al conto bancario personale di Yasser Arafat; la vendita da parte di un imprenditore israeliano di tecnologia e materiale chimico grezzo all'Iran; il resoconto medico del primo ministro Yitzhak Rabin compilato la notte del suo assassinio; le prime interviste pubblicate con i membri dell'unità di operazioni speciali del Mossad; e vari scandali di corruzione nelle istituzioni in Israele.
Nella sua carriera giornalistica, Bergman ha difeso i princìpi della libertà di informazione e libertà di stampa, spesso entrando in contrasto con le autorità giudiziarie israeliane per proteggere il diritto di sapere del pubblico, e il suo diritto di pubblicare inchieste di interesse pubblico.
Ha studiato legge all'Università di Haifa, laureandosi cum laude nella facoltà di giurisprudenza. Ha anche studiato storia e relazioni internazionali presso l'Università di Cambridge nel Regno Unito, ricevendo un Master of Philosophy in relazioni internazionali, e in seguito un dottorato per la sua dissertazione sul Mossad israeliano.
Bergman è stato professore invitato presso forum accademici e prestigiose università in Israele e all'estero, incluse Princeton, Yale, Columbia, New York, Oxford e Cambridge.

## Opere in italiano
- Ronen Bergman, Uccidi per primo: La storia segreta degli omicidi mirati di Israele, 2018, Trad. Sara Crimi e Laura Tasso, Mondadori